# Перл-Рівер (Нью-Йорк)
Перл-Рівер (англ. Pearl River) — переписна місцевість (CDP) в США, в окрузі Рокленд штату Нью-Йорк. Населення — 16 567 осіб (2020).

## Географія
Перл-Рівер розташований за координатами 41°3′42″ пн. ш. 74°0′28″ зх. д. / 41.06167° пн. ш. 74.00778° зх. д. (41.061561, -74.007832).  За даними Бюро перепису населення США в 2010 році переписна місцевість мала площу 18,65 км², з яких 17,61 км² — суходіл та 1,04 км² — водойми.

## Демографія
Згідно з переписом 2010 року, у переписній місцевості мешкало 15 876 осіб у 5663 домогосподарствах у складі 4173 родин. Густота населення становила 851 особа/км².  Було 5869 помешкань (315/км²).
Расовий склад населення:
| - 92,6 % — білих - 3,8 % — азіатів - 0,8 % — чорних або афроамериканців - 0,2 % — корінних американців - 0,1 % — вихідців з тихоокеанських островів - 1,5 % — осіб інших рас |

До двох чи більше рас належало 1,1 %. Частка іспаномовних становила 7,0 % від усіх жителів.
За віковим діапазоном населення розподілялося таким чином: 25,3 % — особи молодші 18 років, 58,3 % — особи у віці 18—64 років, 16,4 % — особи у віці 65 років та старші. Медіана віку мешканця становила 42,0 року. На 100 осіб жіночої статі у переписній місцевості припадало 95,8 чоловіків;  на 100 жінок у віці від 18 років та старших — 93,7 чоловіків також старших 18 років.
Середній дохід на одне домашнє господарство  становив 117 165 доларів США (медіана — 96 233), а середній дохід на одну сім'ю — 142 319 доларів (медіана — 120 078). Медіана доходів становила 87 171 долар для чоловіків та 57 012 долари для жінок. За межею бідності перебувало 7,2 % осіб, у тому числі 6,7 % дітей у віці до 18 років та 4,9 % осіб у віці 65 років та старших.
Цивільне працевлаштоване населення становило 7799 осіб. Основні галузі зайнятості: освіта, охорона здоров'я та соціальна допомога — 29,0 %, науковці, спеціалісти, менеджери — 11,5 %, роздрібна торгівля — 10,3 %.